# شويلر ويلر
شويلر ويلر (بالإنجليزية: Schuyler Wheeler)‏ هو فيزيائي ومخترع ومهندس أمريكي، ولد في 17 مايو 1860 في نيويورك في الولايات المتحدة، وتوفي في 20 أبريل 1923.